# 창세기전: 회색의 잔영
《창세기전: 회색의 잔영》은 라인게임즈가 개발 중인 롤플레잉 비디오 게임으로, 《창세기전》 시리즈의 시초가 된 작품인 《창세기전 II》의 리메이크 게임이다.

## 개발
2016년 11월, 라인게임즈의 전신인 넥스트플로어는 ESA(구 소프트맥스)로부터 《창세기전》 시리즈의 IP를 인수하였고, 《창세기전》 콘텐츠를 활용해 자사 게임과 콜라보 및 시리즈 리메이크를 진행하였다. 넥스트플로어가 인수합병으로 라인게임즈로 거듭난 후, 2020년 6월에 《창세기전》 시리즈 인기작이었던 《창세기전 II》의 리메이크작인 《창세기전: 회색의 잔영》 프로모션 영상을 공개하며 본격적으로 개발에 착수하였다.